# قصر المصمک
قصر المصمک ( به عربی: قصر المصمك) همچنین قلعه یا کاخ المصمک نیز شناخته می شود، یک قلعه ساخته شده با خشت و گل در شهر تاریخی ریاض و منطقه دیره است.
ساخت این قلعه به قرن ۱۹ باز می‌گردد.
این قلعه که اکنون به موزه ای با همین نام تبدیل شده است، از اهمیت بالایی در عربستان سعودی برخوردار بوده و با اشیاء باستانی درون خود حوادث تاریخی مربوط به یکپارچه سازی عربستان را روایت می کند.
این قلعه خود نقشی کلیدی در تاریخ یکپارچه سازی عربستان و در نبرد ریاض داشته است.
قلعه المصمک دارای مجموعه‌ای غنی از آثار تاریخی دارد که اطلاعات زیادی نسبت به فرمانروایان پیشین و نحوه زندگی آن‌ها ارائه می‌دهند.

## سازه های درون قلعه
درون این قلعه، یک مسجد و یک دیوان مجلل پر از تزئینات داخلی، یک مجلس، برج های دیدبانی و یک تخت پادشاهی قرار دارد.